# Думкрат (прам)
«Думкрат» — прам Балтийского флота Российской империи.

## Описание судна
Один из трех парусно-гребных однодечных прамов типа «Дикий бык», построенных в Санкт-Петербургском адмиралтействе. Длина судна по сведениям из различных источников составляла от 33,52 до 36,6 метра, ширина — 10,7 метра, а осадка от 3,1 до 3,5 метра. Вооружение судна в разное время могли составлять от 18 до 38 орудий, а экипаж состоял из 70 человек.

## История службы
Время закладки прама «Думкрат» неизвестно, в 1713 году судно сошло со стапелей Санкт-Петербургского адмиралтейства и вошло в состав Балтийского флота России. Строительство вёл корабельный мастер в чине капитана Ф. М. Скляев.
Сведений об участии прама в боевых действиях и времени вывода судна из состава флота не сохранилось.

### Комментарии
1. ↑  Другие прамы этого типа носили наименования «Дикий бык» и «Медведь»[1].
2. ↑  110 футов[2].
3. ↑  35 футов[2].
4. ↑  10 футов[2].